# Lilla Möön
Lilla Möön är en liten ö som är belägen strax västerom Hangö Möön i Skärgårdshavet i sydvästra  Finland.   Ön tillhör Hangö stad och ligger i landskapet Nylands västra del.
Terrängen på Lilla Möön är mycket platt. Öns högsta punkt är 12 meter över havet.
Havsklimat råder i området. Årsmedeltemperaturen i området är 5 °C. Den varmaste månaden är augusti, då medeltemperaturen är 16 °C, och den kallaste är februari, med −6 °C.